# محاولة عيش

الكاتب المغربي محمد زفزاف

محاولة عيش هي رواية للكاتب المغربي محمد زفزاف. صدرت في عدة طبعات منها الطبعة الثالثة سنة 2011 عن المركز الثقافي العربي وتقع في 94 صفحة. الرواية مقررة في البرنامج التعليمي المغربي لمستوى الثالثة إعدادي.

## ملخص الرواية
تدور أحداث الرواية حول شخصية محورية هي حميد، الفتى الذي عاش بالهامش، شأنه شأن كل شخصيات الرواية. حميد يكابد المشاق من أجل تأمين حاجياته وحاجيات عائلته من خلال بيع الجرائد، تربطه علاقة إنسانية مع بائعة هوى، ورغم ما كان يقوم به من مجهودات فحالته لم تتغير نحو الأحسن. محاولة عيش هي تصوير واقعي لحياة الفقر والبؤس الذي كانت تعيشه فئة من المجتمع المغربي خلال تلك الفترة. تتناول الرواية قضايا اجتماعية وسياسية أوسع نطاقاً، مثل البطالة والهجرة والفساد. يسلط الكاتب الضوء على تأثير هذه القضايا على حياة الفقراء، وكيف تعمق من معاناتهم. 

## فصول الرواية
جعل الكاتب أرقاماً لفصول روايته بدل العناوين، وقد سماها عبد الرحيم اصميدي لوحات باعتبارها تشبه اللوحات المسرحية حسب تعبيره يقول: "إنها لوحات تتطلب وجود وقفات زمنية أو انقطاعات حدثية تحقق لكل حدث استقلاله عن الآخر، كما أن الوقوف عند هذه اللوحات (12) باعتبارها وحدات سردية أو متواليات حكائية، سيجعلنا نمسك ببنية الأحداث في الحكاية الروائية". ويمكن عنونة الفصول كما يلي:
1 – حميد ومعاناته في الميناء.
2 – حميد ورئيسه الجديد.
3 – حالة ووضعية حميد بعدما أصبح معيناً لأسرته.
4 – حميد وجولاته الليلية في الملاهي.
5 – حكاية حميد واليهودية صاحبة المطعم.
6 – حميد يبيع الجرائد بمقهى الأركان.
7 – بناء الأم براكة جديدة ستخصصها لحميد.
8 – رشوة المقدم حتى لا يهدم البراكة.
9 – الأم تفكر في تزويج حميد.
10 – تعرف حميد على غنو.
11 – شك الأم في تصرفات حميد الجديدة.
12 – زواج حميد.

## الأسلوب
تتسم الرواية بأسلوب سردي يمزج بين الواقعية والشاعرية، مما يتيح للقارئ الانخراط في عالم الشخصيات وأحداث القصة. تعتمد اللغة المستخدمة على البساطة والانسيابية، ما يسهل متابعة السرد واستيعاب مضمونه. يتم توظيف الحوار لتعزيز البعد النفسي للشخصيات وإضفاء واقعية على الأحداث. يتداخل السرد بين الواقع والخيال، مع استخدام ضمير المتكلم بشكل بارز، مما يمنح النص طابعًا شخصيًا ويقرب القارئ من تجربة الراوي. كما تتميز الرواية بوصف دقيق للتفاصيل والمشاهد، مما يساهم في إحياء الأحداث وإثراء النص.

## الشخصيات
- حميد: الشخصية المحورية في الرواية، فتى صغير يعمل بائع جرائد لكسب قوت يومه وعائلته. يعيش حميد في حي فقير ويعاني من ظروف صعبة، إلا أنه يتمسك بالأمل في حياة أفضل.
- الأب: شخصية غائبة بشكل كبير عن حياة حميد، يعمل في مهنة متواضعة ولا يستطيع توفير حياة كريمة لعائلته.
- الأم: شخصية قوية تحاول حماية أبنائها وتوفير احتياجاتهم الأساسية، ولكنها مقيدة بظروفها الصعبة.
- الضاوي: صديق حميد المقرب، يعيش ظروفاً مشابهة لحميد ويساعده في مواجهة صعوبات الحياة.
- سي إدريس: شخصية بارزة في الحي، يتمتع بنفوذ معين ويستغل ظروف الفقراء لتحقيق مصالحه الشخصية.
- البقّال: صاحب محل البقالة في الحي، شخصية معروفة بين السكان وتلعب دوراً في حياة حميد بطل القصة.
- المُقدّم: رجل شرطة يتعامل مع الفقراء بقسوة ويستغل سلطته لابتزازهم.
- غنو: فتاة تعمل في مجال الدعارة، وتعيش حياة صعبة مليئة بالمتاعب.
- فيطونة: فتاة تزوجها حميد رغماً عنه، تعيش هي الأخرى ظروفاً صعبة وتسعى للخروج من هذا الواقع الشرس.
- أم فيطونة: والدة فيطونة، شخصية متسلطة تحاول التحكم في حياة ابنتها.
- الحارس السنغالي: يعمل حارساً في أحد الأبنية، ويتعامل مع الفقراء بازدراء.

تتميز شخصيات رواية محاولة عيش للكاتب محمد زفزاف بتعقيد نفسي و صراع داخلي مستمر، حيث تواجه الشخصيات تحديات الحياة اليومية في سياق اجتماعي واقتصادي قاسي. يسعى كل منها للتأقلم مع الواقع بأساليب متعددة، تختلف بين الاستسلام لليأس والتشبث بالأمل. غالبًا ما تظهر الشخصيات في الرواية في حالة من الضياع الداخلي والقلق المستمر، حيث تجد نفسها عالقة بين الطموحات الإنسانية والأحلام التي تسعى لتحقيقها، وبين الواقع المادي الذي يعيقها ويحد من إمكانياتها. وبذلك، تقدم الرواية نموذجًا للأفراد الذين يحاولون العيش رغم الضغوط الاجتماعية والنفسية التي تحاصرهم، مما يعكس تناقضات حقيقية في مواقفهم وآمالهم وأحلامهم.

## السرد
يقوم الحكي في العمل السردي على دعامتين أساسيتين: أولهما القصة، وثانيهما الطريقة التي تحكى بها القصة. وقد خلص الناقد والمنظر الفرنسي "جان بوييون" jean Bouillon في كتابه "الزمن في الرواية" 1946 واهتدى إلى ثلاث وضعيات للراوي، وهو الأمر الذي اعتمده "تودوروف" Todorov بعدما أدخل تعديلات على ما جاء به جان بوييون وجعلها:
◂ الرؤية مع: (الراوي= الشخصية) حيث الراوي يعرف ما تعرفه الشخصية.
◂ الرؤية من الخارج: (الراوي= الشخصية) حيث الراوي يعلم أقل ما تعلمه الشخصيات.
◂ الرؤية من الخلف: (الراوي= الشخصية) حيث معرفة الراوي تكون أكثر من معرفة الشخصيات.
يتنقل الراوي بين التذكر والتداعي، وكان فوق الشخصيات كإله دائم الحضور بلغة جان بوييون، وباستعمال ضمير الغائب خلصنا للرؤية المعتمدة في الرواية وهي الرؤية من خلف. ذلك أن الراوي يعرف عدة تفاصيل عن أبطال الرواية، فعندما تحدث عن ماضي حميد تطرق للعديد من الجزئيات يقول: "أحياناً عندما كان حميد يسمع مثل هذا الكلام يفضل ألا يأكل بتاتاً. يخرج إلى بائع التين الشوكي أو بائع البرتقال أو بائع البطيخ الأصفر والأحمر، ثم ينظم غارة هو وبعض أصدقائه فيختطفون أو يسرقون ما يقتاتون به. وربما كانت الغارة فاشلة، فينتهي أحدهم إلى مركز المقاطعة، حيث يشبعهم ضابط القوات المساعدة أو الاحتياطية ركلاً وصفعاً" [ص: 26 – 27]. وأحياناً يتعمق في النبش في نفسه يقول: "رغم الجوع، اضطر التعب حميداً أن ينام. كان الظل مغرياً، وكانت محركات السيارات وزعيق الأبواق يأتيه في النوم مثل حلم" [ص: 41]. وتتعزز الرؤية من الخلف بالانتقال السلس بين ماضي الشخصيات وحاضرها، وبين الأمكنة المختلفة. إن الراوي على دراية ومعرفة بالشخصيات، حيث عبر عنها بدقة متناهية سارداً أفكارها ومواقفها، مدركاً ماضيها وحاضرها، عارفاً بأسماء الأمكنة والشوارع والأزقة يقول: "المصابيح ما تزال تضيء الطريق. ساراً بخطوات سريعة إلى زنقة (فرانسوا دي فيون)، دخلا إلى ساحة واسعة تحيطها من أربعة جوانب غرف لصيقة ببعضها، فوق الطابق الأرضي طابق آخر، كل الأبواب مغلقة، إلا باباً واحداً من فوق مفتوحاً" [ص: 79].
إن الرؤية المعتمدة تبرز براعة ومهارة السرد عند محمد زفزاف كما يرى أحمد زيادي، فزفزاف يتقن إخفاء صوت الراوي وهو بذلك يقدم للقارئ واقعاً معيشاً، دون الاعتماد على الواقعية المبتذلة والبسيطة، إنه الواقع الذي يتأرجح بين اليومي والخيالي.. وهي ميزة رواية "محاولة عيش" التي أبرزت الصراع بين الشخصيات، وساءلت الواقع المليء بالمآسي بلغة وفنية العمل الروائي على حد تعبير الناقد أحمد المودن.